# Juanito y el Carposaurio
Juanito y el Carposaurio es un álbum de estudio colaborativo entre Pappo y Juanse. Fue grabado en la década del '90 y publicado el 30 de abril de 2021 bajo el sello discográfico Del Cielito Records.

## Contexto
En invierno del año 1992, Juanse integrante de Los Ratones Paranoicos y Pappo, como solista y en conjunto con Pappo's Blues, se juntaban comúnmente a hacer música y habían grabado y preparado el disco, sin embargo, al ser espontánea esta preparación, nunca se hicieron los arreglos comerciales y estéticos del proyecto, por lo que este nunca se finalizó. Tras el fallecimiento de Napolitano en 2005, el disco se había considerado "perdido".

"Lo que pasó con esta grabación es que arrancó a full y en una noche grabamos como 6 o 7 temas. Estuvieron viniendo 2 o 3 noches hasta que grabaron 15 o 16 temas. Nos dimos cuenta que estábamos ante la posibilidad de sacar un disco tremendo"
Gustavo Gauvry, acerca de la grabación del disco, 2021.

En 2020, Gustavo Gauvry, encontró en el estudio de grabación las cintas de aquellas sesiones, que armó y reconstruyó con la tecnología mas avanzada, lo que desembocó en la edición y masterización del disco, a casi treinta años de su grabación.

## Lanzamiento
El 30 de abril de 2021, Juanse publicó Juanito y el Carposaurio, el disco contó con 15 sencillos distribuidos en una duración de 50 minutos aproximadamente. Sobre el material original, se rellenaron espacios, se sobre grabaron voces e incluso Pappo interpretó su versión de su mismo «Tomé demasiado», pero en inglés, titulándola «Too Much to Drink».

## Lista de canciones
Todas las canciones escritas y compuestas por Pappo y Juanse. 
| N.º | Título                    | Duración |  |
| 1.  | «Diamond Dust, Pt. 1»     | 1:21     |  |
| 2.  | «Dulces 16»               | 3:40     |  |
| 3.  | «Cuando llegamos»         | 3:08     |  |
| 4.  | «Sexo y violencia»        | 3:39     |  |
| 5.  | «Foxtrot»                 | 3:22     |  |
| 6.  | «Blues for Mrs Paulter»   | 5:01     |  |
| 7.  | «Poca vida»               | 4:45     |  |
| 8.  | «La pesadilla (de Pappo)» | 5:42     |  |
| 9.  | «Movete»                  | 3:20     |  |
| 10. | «Too Much to Drink»       | 2:07     |  |
| 11. | «Desconfiado»             | 3:05     |  |
| 12. | «Route 66»                | 3:03     |  |
| 13. | «Bajo mi pulgar»          | 3:46     |  |
| 14. | «El nieto (de Hooker)»    | 3:03     |  |
| 15. | «Diamond Dust, Pt. 2»     | 1:42     |  |

## Créditos
- Pappo (voz)
- Juanse (voz)
- Black Amaya (batería)
- Fabián Von Quintiero (bajo y teclados)
- Gustavo Gauvry (grabación y masterización)